# 1993년
1993년은 금요일로 시작하는 평년이다.

## 사건
- 1월 1일 - 체코슬로바키아가 체코와 슬로바키아로 분리, 독립하다.
- 1월 7일 - 충청북도 청주시에서 우암상가아파트에서 가스폭발과 화재로 건물이 붕괴해 27명이 사망하고 48명이 다쳤다.
- 1월 19일 - 슬로바키아와 체코, 유엔에 가입하다.
- 1월 20일 - 빌 클린턴, 미국 제42대 대통령으로 취임하다.
- 2월 25일 - 김영삼, 대한민국 제14대 대통령으로 취임하다.
- 2월 26일 - 세계 무역 센터에서 폭탄 테러가 발생했다.
- 3월 19일 - 리인모가 북한(조선민주주의인민공화국)으로 송환됐다.
- 3월 28일 - 부산, 구포역 열차 전복 사고로 인해 사망자 78명, 부상자 193명을 기록하였다.
- 4월 8일 - 마케도니아 공화국, 유엔에 가입하다.
- 4월 27일 - 1993년 잠비아 축구 국가대표팀 항공기 참사.
- 5월 21일 - 인도네시아 법원, 동티모르 독립투사 샤나나 구스망 유죄 인정해 종신형 선고했으나 그 후 20년으로 감형되다.
- 5월 28일 - 모나코와 에리트레아, 유엔에 가입하다.
- 6월 14일 - 서울특별시에서 한강 영화촬영 헬기 추락 사고 발생.
- 7월 26일 - 아시아나항공 보잉737 여객기가 목포공항 착륙 직전 해남군 야산에 추락하여 68명이 사망하다.
- 7월 28일 - 안도라, 유엔에 가입하다.
- 8월 5일 - 박은식, 신규식, 노백린, 김인전, 안태국 등 애국선열 5위의 유해, 상해에서 운구.
- 8월 9일 - 대한민국, 태풍 로빈이 상륙하다.
- 8월 28일 - 갈릴레오 호가 소행성 이다를 접근 통과하다.
- 9월 7일 - 대한민국,  국회, 행정부, 법원, 헌법재판소, 중앙선거관리위원회의 1급 이상 고위공직자와  국영기업체 상근 임원 등 1,166명의 재산을 일괄 공개하는 공직자 재산 공개를 단행하다.
- 9월 13일 - PLO의 야세르 아라파트 의장과 이스라엘의 이츠하크 라빈 총리가 오슬로 평화 협정에 서명하다.
- 9월 14일
  - 대한민국 김영삼 대통령과 프랑수아 미테랑 프랑스 대통령이 청와대에서 정상회담을 하다.
  - 빌 클린턴 미국 대통령, 북미자유무역협정에 서명하다.
- 9월 23일 -  대한민국 김영삼 대통령, 새 대법원장에 윤관 대법관 겸 중앙선거관리위원회 위원장을 지명하다.
- 9월 26일 -  대한민국의 우리별 2호 위성, 남아메리카 프랑스령 기아나 쿠루 우주기지서 발사를 성공하다.
- 10월 3일
  - 모가디슈 전투: 소말리아 모가디슈에서 미국 특수부대원(레인저, 델타 포스로 구성된 특임대)와 모하메다 파라 아이디드 군벌 간에 전투가 벌어졌고 이 전투로 미군 19명 사망, 76명 부상, 블랙호크 헬기 두 대가 격추당하여 추락하고, 소말리아인 사상자는 천여 명(추정)에 이르렀다.
  - 러시아 보리스 옐친 대통령, 반옐친 유혈시위와 관련 모스크바 일부에 비상사태를 선포하다.
- 10월 4일 - 러시아 연방군이 러시아 최고의회 의사당에서 농성 중이던 보수파 세력을 무력 진압, 승리하였다. 러시아 보수세력은 교전 끝에 무기를 버리고 투항하다.
- 10월 10일 - 서해훼리호 침몰 사고로 292명의 사망자가 발생하다.
- 10월 15일 - 청와대는 일제강점기 시절 조선총독 관저로 쓰였던 구본관을 철거하다.
- 12월 15일 - 우루과이 라운드 협상이 타결되다.

## 문화
- 3월 1일 - 삼성그룹의 심볼마크로 타원형과 색상, SAMSUNG이라는 작용되었다.
- 4월 1일 - 그룹 듀스 (음악 그룹)가 데뷔하였다.
- 4월 1일 - 대한민국의 일간지, 동아일보과 매일경제신문 석간에서 조간화 변경
- 4월 2일 - 기동전사 V 건담의 방영이 시작되었다.
- 4월 10일- 삼성 라이온즈의 양준혁님이 대구구장에서 쌍방울 레이더스와의 경기에 3번타자 1루수로서 처음 출장하였다.
- 4월 21일 - 서울 지하철 4호선  연장구간 상계~당고개 구간이 개통되었다.
- 4월 22일 - 중국국가항천국이 설립되었다.
- 5월 1일 - 사건25시를 방송을 개시되었다.
- 5월 14일 - 현대자동차에서 쏘나타2를 탄생하다.
- 7월 9일 - 기아자동차에서 스포티지를 출시하다.
- 7월 27일 - 윈도우 NT 3.1이 출시되다.
- 8월 7일 - 대한민국 대전에서 대전엑스포가 개막하다.
- 8월 12일 - 대한민국, '금융실명거래 및 비밀보장에 관한 긴급 재정명령'으로 금융 실명제를 실시하다.
- 8월 12일 - 쌍용자동차에서 무쏘를 출시하다.
- 8월 16일 - 퍼듀 대학의 학생이던 랜 머독에 의해 데비안 리눅스가 발표되다.
- 8월 20일 - 대한민국, 1994학년도 대학수학능력시험을 실시하다.
- 8월 26일 - 일본 레인보우 브리지가 개통되었다.
- 10월 7일 - 미국 소설가 토니 모리슨, 노벨문학상 수상자로 선정하다.
- 10월 9일 - 내일신문 창간되다.
- 10월 26일 - KBO 리그 한국시리즈 7차전에서 KIA 타이거즈가 삼성 라이온즈를 4대 1로 꺾고 시리즈 전적 4승 3패로 1991년 이후 2년만에 통산 7번째 우승을 달성하였다.
- 10월 30일 - 서울 지하철 3호선 연장구간 양재~수서 구간이 개통되었다.
- 11월 7일 - 대전엑스포가 폐막하다.
- 11월 16일 - 대한민국, 1994학년도 제2차 대학수학능력시험을 실시하다.
- 12월 23일 - 대한민국 부여군에서 백제금동대향로가 발굴되었다.
- 12월 31일 - 대한민국, 천연두를 예방접종에서 제외하다.

## 탄생

### 1월
- 1월 1일
  - 캐나다의 가수, 배우 아린 도일.
  - 대한민국의 유튜버, 방송인, 교수 이녕.
  - 대한민국의 전 가수, 배우 정미미.
  - 대한민국의 래퍼 DPR 라이브.
  - 대한민국의 축구 선수 장현수.
  - 대한민국의 배우 김예은.
  - 네덜란드의 육성 선수 시판 하산.
- 1월 2일 - 스웨덴의 축구 선수 욘나 안데르손.
- 1월 3일
  - 대한민국의 전 가수 민희. (스텔라)
  - 대한민국의 야구 선수 한승혁.
  - 대한민국의 유튜버 하늘.
- 1월 4일
  - 대한민국의 배우 조윤서.
  - 대한민국의 전직 리그 오브 레전드 프로게이머 캡틴잭.
  - 덴마크의 아이스하키 선수 파트리크 루셀.
  - 일본의 아이돌 에토 미사. (노기자카46)
- 1월 5일
  - 대한민국의 배우 박경혜.
  - 대한민국의 바둑 기사 강지훈.
- 1월 6일 - 대한민국의 모델 김미림.
- 1월 7일
  - 대한민국의 가수 신현희.
  - 슬로베니아의 축구 선수 얀 오블라크.
- 1월 8일
  - 대한민국의 아나운서 한보선.
  - 대한민국의 가수 용석.
- 1월 9일 - 미국의 배우 애슐리 아고타.
- 1월 10일
  - 대한민국의 희극인 이혜지.
  - 대한민국의 싱어송라이터, 래퍼 제이클레프.
  - 대한민국의 축구 선수 이찬동.
- 1월 11일
  - 대한민국의 배우 권세은.
  - 대한민국의 바둑 기사 박정환.
  - 잉글랜드의 축구 선수 마이클 킨.
- 1월 12일
  - 대한민국의 가수 디오 (EXO, EXO-K).
  - 영국의 가수 제인 말리크 (원 디렉션).
  - 일본의 가수 미츠이 아이카 (모닝구무스메).
  - 대한민국의 작곡가 김승수.
- 1월 13일 - 대한민국의 야구 선수 현도훈.
- 1월 14일 - 대한민국의 모델, 배우 최아라.
- 1월 15일
  - 대한민국의 가수, 배우 오운.
  - 중화인민공화국의 바둑 기사 탕웨이싱.
  - 중화인민공화국의 역도 선수 리파빈.
  - 일본의 배우 요시오카 리호.
  - 대한민국의 배우 이효나.
- 1월 16일
  - 대한민국의 가수 성진 (DAY6).
  - 대한민국의 배우 노종현.
  - 대한민국의 배우 김혜인.
  - 대한민국의 희극인 이지수. (~2023년)
- 1월 17일 - 스페인의 축구 선수 보르하 이글레시아스.
- 1월 18일
  - 대한민국의 축구 선수 박승리.
  - 대한민국의 성우 권다예.
- 1월 19일
  - 미국의 배우, 가수 빅토리아 저스티스.
  - 대한민국의 래퍼, 배우 채주화.(헬로비너스)
  - 일본의 성우 쿠노 미사키.
  - 포르투갈의 축구 선수 주앙 마리우.
  - 대한민국의 래퍼 김혜림.
- 1월 20일
  - 홍콩의 펜싱 선수 처이호인.
  - 대한민국의 가수 키미.
- 1월 21일
  - 대한민국의 골프 선수 김세영.
  - 한국계 미국인 가수 이수정.
- 1월 22일 - 대한민국의 배우 배윤경.
- 1월 23일 - 일본의 축구 선수 오시마 료타.
- 1월 24일 - 대한민국의 펜싱 선수 윤지수.
- 1월 25일
  - 대한민국의 아나운서 김희주.
  - 대한민국의 가수, 싱어송라이터 G1nger.
  - 필리핀의 가수, 배우 카일리 파디야.
- 1월 26일
  - 대한민국의 가수 김진아.
  - 일본의 성우 후지타 아카네.
  - 대한민국의 야구 선수 김도영.
- 1월 27일
  - 프랑스의 축구 선수 야야 사노고.
  - 대한민국의 가수 강고은.
- 1월 28일
  - 영국의 배우 윌 폴터.
  - 대한민국의 야구 선수 이태양.
  - 대한민국의 전 배우 강두리. (~2015년)
  - 대한민국의 축구 선수 전은하.
- 1월 29일
  - 잉글랜드의 축구 선수 프랜 커비.
  - 조지아의 축구 선수 발레리 카자이슈빌리.
  - 일본의 가수 겸 패션모델 캬리 파뮤파뮤.
- 1월 30일 - 대한민국의 가수 정훈.
- 1월 31일 - 대한민국의 양궁 선수 구본찬.

### 2월
- 2월 1일
  - 대한민국의 야구 선수 심창민.
  - 대한민국의 작가 김초엽.
  - 대한민국의 치어리더 이나경.
  - 대한민국의 성악가 서영택.
- 2월 2일 - 대한민국의 래퍼 피오 (블락비).
- 2월 3일
  - 대한민국의 야구 선수 김주한.
  - 헝가리의 펜싱 선수 서트마리 언드라시.
- 2월 4일
  - 대한민국의 배우 배누리.
  - 대한민국의 가수 김은비.
- 2월 5일
  - 대한민국의 웹툰작가 겸 스트리머 와나나 (정해완).
  - 대한민국의 래퍼 애쉬비.
  - 대한민국의 뮤지컬 배우, 가수 강민수.
- 2월 6일
  - 대한민국의 빙상 선수 김보름.
  - 대한민국의 야구 선수 박민우.
  - 대한민국의 크로스오버 가수 박현수.
  - 대한민국의 배우 박유림.
- 2월 7일 - 우루과이의 축구 선수 디에고 락살트.
- 2월 8일
  - 대한민국의 축구 선수 강윤구.
  - 미국의 야구 선수 제임스 네일.
- 2월 9일
  - 대한민국의 트로트 가수 권민정.
  - 일본의 축구 선수 엔도 와타루.
  - 대한민국의 야구 선수 이민우.
  - 대한민국의 가수 현진.
  - 대한민국의 레슬링 선수 김민석.
  - 대한민국의 전 축구 선수 김창현.
- 2월 10일
  - 대한민국의 모델 이지혜.
  - 대한민국의 전직 배틀그라운드 프로게이머 양대인.
- 2월 11일
  - 대한민국의 가수 이대열 (골든차일드).
  - 아이슬란드의 축구 선수 회르뒤르 마그누손.
  - 대한민국의 배우 김신비.
- 2월 12일
  - 대한민국의 가수 우은미.
  - 대한민국의 야구 선수 구자욱.
  - 대한민국의 전 축구 선수 김현진.
  - 브라질의 축구 선수 하파에우 아우칸타라.
- 2월 13일
  - 대한민국의 모델 송수빈.
  - 대한민국의 미스코리아, 군인, 항공 승무원 유지혜.
  - 일본의 배우 아리무라 카스미.
  - 이탈리아의 펜싱 선수 안드레아 산타렐리.
- 2월 14일 - 일본의 유튜버 하지메샤쵸.
- 2월 15일 - 대한민국의 래퍼 라비 (빅스).
- 2월 16일
  - 대한민국의 가수 김승아.
  - 일본의 가수, 배우, 모델 유키카.
  - 브라질의 축구 선수 루카스 시우바 보르헤스.
- 2월 17일
  - 대한민국의 레이싱 모델 김미진.
  - 대한민국의 가수 유라.
  - 독일의 배우 필리프 비그라츠.
  - 미국의 프리스타일 스키 선수 데빈 로건.
- 2월 18일 - 대한민국의 가수 하도이.
- 2월 19일
  - 대한민국의 피겨스케이팅 선수 김민석.
  - 대한민국의 치어리더 조윤경.
  - 대한민국의 가수 펀치.
  - 미국의 야구 선수 대니얼 멩덴.
  - 미국의 배우 및 가수 빅토리아 저스티스.
  - 아르헨티나의 축구 선수 마우로 이카르디.
  - 오스트리아의 축구 선수 자라 차드라칠.
- 2월 20일
  - 대한민국의 가수 소각소각.
  - 일본의 아이돌 하시모토 나나미. (노기자카46)
  - 대한민국의 가수, 싱어송라이터 지바노프.
- 2월 21일 - 일본의 배우, 가수 스다 마사키.
- 2월 22일
  - 대한민국의 연극배우 김미정.
  - 대한민국의 피겨 스케이팅 선수 알렉산더 겜린.
- 2월 23일 - 대한민국의 배우 정가람.
- 2월 24일
  - 대한민국의 가수 이우혁.
  - 대한민국의 배우 안정균.
  - 미국의 야구 선수 호세 로하스.
- 2월 25일 - 대한민국의 가수 김우성.
- 2월 26일
  - 대한민국의 교수 박현주.
  - 대한민국의 스피드 스케이팅 선수 김보름.
  - 스페인의 축구 선수 헤세 로드리게스.
- 2월 27일
  - 대한민국의 배우 공승연.
  - 프랑스의 축구 선수 알퐁스 아레올라.
- 2월 28일
  - 대한민국의 래퍼 씨잼.
  - 대한민국의 성우 김민주.
  - 대한민국 전 리그 오브 레전드 프로게이머 루퍼.

### 3월
- 3월 1일
  - 대한민국의 전 가수 원호.
  - 스페인의 축구 선수 후안 베르나트.
  - 대한민국의 인터넷 방송인 킹기훈.
  - 일본의 야구 선수 이시다 겐타.
- 3월 2일
  - 대한민국의 전 가수 상도.
  - 대한민국의 가수, 유튜버 유정호.
- 3월 3일
  - 대한민국의 전 가수 가온누리. (남녀공학)
  - 대한민국의 펜싱 선수 서지연.
  - 독일의 축구 선수 안토니오 뤼디거.
- 3월 4일 - 대한민국의 아나운서 김하은.
- 3월 5일
  - 대한민국의 배구 선수 김미연.
  - 일본의 야구 선수 고토 슌타.
  - 잉글랜드의 축구 선수 해리 매과이어.
  - 미국의 배구 선수 캣 벨.
  - 대한민국의 쇼트트랙 선수 신다운.
  - 미국의 야구 선수 카일 슈워버.
- 3월 6일 - 대한민국의 가수 이숨.
- 3월 7일 - 대한민국의 가수, 기타연주가 강예리.
- 3월 8일
  - 대한민국의 가수, 작곡가 여운.
  - 일본의 농구 선수 마치다 루이.
- 3월 9일
  - 대한민국의 래퍼 슈가 (방탄소년단).
  - 대한민국의 국악인 고영열.
  - 이탈리아의 축구 선수 스테파노 스투라로.
  - 일본의 축구 선수 이토 준야.
  - 그리스의 축구 선수 조지 볼독. (~2024년)
- 3월 10일
  - 대한민국의 전 리그 오브 레전드 프로게이머 김동현.
  - 미국의 래퍼 프니엘 (비투비).
- 3월 11일
  - 대한민국의 가수 백아연.
  - 미국의 농구 선수 앤서니 데이비스.
  - 영국의 배우 조디 코머.
- 3월 12일
  - 대한민국의 배구 선수 조송화.
  - 대한민국의 배구 선수 정시영.
- 3월 13일 - 잉글랜드의 축구 선수 타이론 밍스.
- 3월 14일
  - 일본의 축구 선수 가토 다이키.
  - 대한민국의 가수, 뮤지컬 배우 원주.
- 3월 15일
  - 대한민국의 전 가수 유경.
  - 영국, 인도의 배우 알리아 바트.
  - 프랑스의 축구 선수 폴 포그바.
  - 일본의 아이돌 오카다 로빈 쇼코.
- 3월 16일
  - 대한민국의 전 가수 효은.
  - 대한민국의 스피드 스케이팅 선수 차민규.
  - 일본의 성우 타카다 유우키.
- 3월 17일
  - 대한민국의 가수 오존.
  - 대한민국의 가수 서영주.
- 3월 18일
  - 일본의 축구 선수 이와부치 마나.
  - 루마니아의 축구 선수 콘스탄틴 니카.
- 3월 19일
  - 벨기에의 축구 선수 테사 뷜라르트.
  - 모로코의 축구 선수 하킴 지야시.
  - 대한민국의 힙합 프로듀서 코스믹보이.
  - 아르헨티나의 축구 선수 왈테르 다니엘 베니테스.
  - 대한민국의 가수 김도마. (~2021년)
- 3월 20일 - 대한민국의 배우 전혜연.
- 3월 21일
  - 대한민국의 서양화가 이지영.
  - 영국의 태권도 선수 제이드 존스.
  - 핀란드의 축구 선수 예세 요로넨.
- 3월 22일 - 대한민국의 배구 선수 김진희.
- 3월 23일
  - 대한민국의 배우 이현우.
  - 대한민국의 배우 한다희.
- 3월 24일 - 대한민국의 농구 선수 김동희.
- 3월 25일 - 일본의 아이돌 미야다테 료타.
- 3월 26일
  - 대한민국의 아나운서 박진아.
  - 대한민국의 배구 선수 박정아.
  - 대한민국의 축구 선수 강성진.
  - 대한민국의 배우 김영훈.
- 3월 27일
  - 대한민국의 야구 선수 이현동.
  - 대한민국의 미스코리아 백지현.
  - 브라질의 축구 선수 루앙 비에이라.
- 3월 28일 - 대한민국의 래퍼 앤덥.
- 3월 29일
  - 벨기에의 축구 선수 토르간 아자르.
  - 대한민국의 축구 선수 김동민.
- 3월 30일
  - 대한민국의 배우 지수.
  - 대한민국의 래퍼 송민호 (비오엠, 위너).
  - 대한민국의 프로 골프 선수 이미향.
- 3월 31일 - 대한민국의 가수 차가을.

### 4월
- 4월 1일
  - 대한민국의 배우 노영학.
  - 대한민국의 배우 김가란.
  - 일본의 가수 오카모토 게이토 (Hey! Say! JUMP).
  - 대한민국의 야구 선수 변시원.
  - 대한민국의 전직 스타크래프트 프로게이머 장윤철.
  - 대한민국의 치어리더 김수현.
  - 대한민국의 미술가 류성실.
  - 일본의 가수 시바타 아야 (SKE48).
  - 브라질의 축구 선수 하파엘 리마 페레이라.
  - 독일의 축구 선수 니코 슐츠.
- 4월 2일
  - 대한민국의 배우 신재하.
  - 일본의 성우 세토 아사미.
  - 대한민국의 전 축구 선수 문규현.
- 4월 3일
  - 대한민국의 가수 동우석.
  - 대한민국의 인터넷 방송인 이수날.
- 4월 4일 - 대한민국의 베이시스트 임동건. (혁오)
- 4월 5일
  - 오스트리아의 축구 선수 라우라 파이어징거.
  - 대한민국의 래퍼 후디니.
- 4월 6일
  - 대한민국의 가수 유나 (브레이브걸스).
  - 대한민국의 가수 EB.
- 4월 7일 - 대한민국의 가수 윤현상.
- 4월 8일
  - 대한민국의 배우 장미나.
  - 일본의 배우 마츠모토 가쿠.
  - 일본의 모델 오하시 리나.
- 4월 9일 - 대한민국의 배우 최경훈.
- 4월 10일
  - 대한민국의 배우 배민정.
  - 대한민국의 치어리더 안지은.
- 4월 11일
  - 일본의 축구 선수 다카하시 유지.
  - 조지아의 전 축구 선수 기오르기 찬투리아.
- 4월 12일 - 대한민국의 테니스 선수 정석영.
- 4월 13일
  - 대한민국의 배우 이설.
  - 대한민국의 리그 오브 레전드 프로게이머 버블링.
  - 미국의 배우, 작가, 감독 해나 마크스.
- 4월 14일
  - 일본의 배우 아키야마 유즈키.
  - 덴마크의 모델 요세피네 스크리베르.
  - 미국의 싱어송라이터 로제스.
- 4월 15일
  - 미국의 가수, 배우 소피아 카슨.
  - 대한민국의 가수 레아.
  - 대한민국의 전 가수 민수.
- 4월 16일
  - 대한민국의 야구 선수 임기영.
  - 대한민국의 쇼트트랙 스피드 스케이팅 선수 이소연.
  - 미국의 피겨 스케이팅 선수 미라이 나가스.
  - 미국의 래퍼 찬스 더 래퍼.
  - 일본의 만화가, 일러스트레이터 츠쿠다니 노리오.
- 4월 17일
  - 대한민국의 래퍼 캐스퍼.
  - 대한민국의 가수 다일 (어위크).
  - 대한민국의 가수 최전설.
- 4월 18일
  - 독일의 스노보드 선수 슈테판 바우마이스터.
  - 일본의 프로 야구 선수 다카야마 슌.
- 4월 19일
  - 대한민국의 축구 선수 김선우.
  - 대한민국의 가수, 비디오 자키 가빈.
- 4월 20일 - 대한민국의 가수 박도준.
- 4월 21일 - 대한민국의 래퍼 키미.
- 4월 22일
  - 대한민국의 쌍둥이 배우 류효영, 류화영.
  - 스웨덴의 축구 선수 필리프 헬란데르.
  - 대한민국의 축구 선수 김선우.
- 4월 23일
  - 대한민국의 배우 강승호.
  - 일본의 가수 치카노 리나 (AKB48, JKT48).
- 4월 24일
  - 웨일스의 축구 선수 벤 데이비스.
  - 대한민국의 가수 사뮈.
- 4월 25일
  - 대한민국의 해머던지기 선수 강나루.
  - 프랑스의 축구 선수 라파엘 바란.
- 4월 26일
  - 대한민국의 축구 선수 정현철.
  - 일본의 배우 타케우치 료마.
  - 일본의 아이돌 미츠무네 카오루. (AKB48)
- 4월 27일 - 대한민국의 축구 선수 여민지.
- 4월 28일
  - 대한민국의 스트리머 견자희.
  - 대한민국의 가수 정진환.
  - 캐나다의 역도 선수 모드 샤롱.
  - 미국의 야구 선수 맷 채프먼.
- 4월 29일
  - 대한민국의 뉴스캐스터 정다인.
  - 대한민국의 배우 문용석.
- 4월 30일
  - 아이슬란드의 축구 선수 아르드노르 트라우스타손.
  - 대한민국의 가수 신보라.

### 5월
- 5월 1일 ~ 5월 3일 임시공휴일 징검다리 연휴 (3일)
  - 대한민국의 가수 상일 (스누퍼).
  - 대한민국의 야구 선수 김성욱.
- 5월 2일
  - 대한민국의 야구 선수 이재율.
  - 중국의 전 래퍼 황쯔타오. (EXO)
  - 대한민국의 희극인 한송희.
- 5월 3일
  - 대한민국의 유튜버, 인플루언서 송대익.
  - 대한민국의 축구 선수 김현.
  - 대한민국의 전 씨름 선수 가수 김도현.
- 5월 4일
  - 키르기스스탄의 레슬링 선수 아이술루 티니베코바.
  - 일본의 축구 선수 야마미치 고헤이.
  - 대한민국의 가수 김진용.
- 5월 5일
  - 대한민국의 전 가수 시우.
  - 대한민국의 전 리그 오브 레전드 프로게이머 빠른별.
  - 대한민국의 배우 서지원.
- 5월 6일
  - 영국의 배우 나오미 스콧.
  - 대한민국의 배우 김다솜.
- 5월 7일 - 대한민국의 배우 윤소희.
- 5월 8일
  - 대한민국의 가수 Ruask.
  - 대한민국의 스타크래프트 프로게이머 변현우.
- 5월 9일
  - 대한민국의 가수 한동근.
  - 대한민국의 배우 박선호.
  - 대한민국의 농구 선수 문성곤.
  - 일본의 가수, 배우 야마다 료스케 (Hey! Say! JUMP).
  - 대한민국의 가수 치우.
  - 대한민국의 축구 선수 고병욱.
- 5월 10일
  - 일본의 배우 시다 미라이.
  - 대한민국의 배우 김원희.
- 5월 11일
  - 대한민국의 뮤지컬 배우 김주연.
  - 스웨덴의 축구 선수 엘린 루벤손.
  - 중화인민공화국의 권투 선수 후젠관.
- 5월 12일
  - 대한민국의 아나운서 김다롬.
  - 대한민국의 야구 선수 김성민.
- 5월 13일
  - 대한민국의 가수, 배우 방민아 (걸스데이).
  - 미국의 배우 데비 라이언.
  - 미국의 컨트리 음악 가수 모건 월렌.
  - 벨기에의 축구 선수 로멜루 루카쿠.
- 5월 14일 - 미국의 배우, 가수 미란다 코스그로브.
- 5월 15일 - 대한민국의 연극 배우 양승호.
- 5월 16일
  - 대한민국의 가수 아이유.
  - 대한민국의 트로트 가수 김의영.
- 5월 17일
  - 대한민국의 가수 세이.
  - 일본의 가수 이와모토 히카루.
- 5월 18일
  - 일본의 배우 이리에 진기.
  - 오스트레일리아의 탐험가 제시카 왓슨.
  - 대한민국의 가수 킴 (러버소울).
  - 대한민국의 컬링 선수 김선영.
  - 대한민국의 가수 야삐.
- 5월 19일
  - 대한민국의 배우 채종협.
  - 미국의 아이스하키 선수 코너 헬러벅.
  - 일본의 축구 선수 우치다 고헤이.
  - 일본의 배우 카미키 류노스케.
- 5월 20일
  - 대한민국의 바둑 기사 김원빈.
  - 미국의 스케이트 선수 캐럴라인 장.
  - 잉글랜드의 가수 맷 테리.
- 5월 21일
  - 미국의 가수 아론 (뉴이스트).
  - 대한민국의 가수 유지애 (러블리즈).
  - 대한민국의 인터넷 방송인 김동현.
  - 대한민국의 가수 초이.
  - 일본의 축구 선수 미야모토 다쿠야.
- 5월 22일
  - 러시아 태생 바레인의 레슬링 선수 아흐메트 타주디노프.
  - 러시아의 양궁 선수 옐레나 오시포바.
- 5월 23일
  - 대한민국의 스타크래프트 프로게이머 이정환.
  - 멕시코의 역도 선수 아레미 푸엔테스.
- 5월 24일
  - 대한민국의 농구 선수 박세진.
  - 잉글랜드 태생의 축구 선수 니코 예나리스.
  - 대한민국의 가수, 쇼핑호스트 지영.
- 5월 25일 - 일본의 성우 호리에 슌.
- 5월 26일
  - 대한민국의 미스코리아 김명선.
  - 대한민국의 기상캐스터 이승민.
- 5월 27일
  - 대한민국의 래퍼 케리건 메이.
  - 대한민국의 희극인 오지환.
- 5월 28일 - 대한민국의 축구 선수 연제민.
- 5월 29일
  - 대한민국의 골프 선수 황아름.
  - 브라질의 축구 선수 파울루 빅토르 지 메네지스 멜루.
- 5월 30일
  - 일본의 배우 후쿠시 소타.
  - 대한민국의 전직 스타크래프트 프로게이머 김정훈.
- 5월 31일 - 대한민국의 연극배우 이지연.

### 6월
- 6월 1일 - 대한민국의 축구 선수 김정현.
- 6월 2일 - 대한민국의 야구 선수 한겸.
- 6월 3일
  - 대한민국의 야구 선수 이준형.
  - 대한민국의 가수 욘코.
- 6월 4일
  - 대한민국의 전 축구 선수 김성현.
  - 일본의 성우 시모지 시노.
  - 캐나다의 아이스하키 선수 조나탕 위베르도.
- 6월 5일
  - 대한민국의 배우 리태희.
  - 노르웨이의 축구 선수 마리아 토리스도티르.
  - 이탈리아의 축구 선수 라우라 줄리아니.
- 6월 6일
  - 대한민국의 전직 스타크래프트, 프로게이머 김기현 (삼성전자 칸).
  - 스웨덴의 모델 프리다 구스타프손.
  - 대한민국의 희극인 황정혜.
  - 대한민국의 배우 허남준.
  - 노르웨이의 축구 선수 안드리네 헤게르베르그.
- 6월 7일
  - 대한민국의 전 가수, 배우 지연.
  - 대한민국의 리그 오브 레전드 프로게이머 엠페러.
- 6월 8일 - 대한민국의 뮤지컬 배우 강민지.
- 6월 9일
  - 대한민국의 가수 현성 (보이프렌드).
  - 대한민국의 가수 니브.
- 6월 10일
  - 대한민국의 축구 선수 김수안.
  - 대한민국의 크리켓 선수 이진아.
- 6월 11일
  - 일본의 성우 오오츠보 유카.
  - 대한민국의 모델, 미술가 송우주.
  - 대한민국의 배우 최우혁.
- 6월 12일
  - 대한민국의 래퍼 다혜 (베스티).
  - 대한민국의 가수 댄디남.
  - 일본의 가수, 모델, 배우 고토 유키.
- 6월 13일
  - 대한민국의 성우 김채린.
  - 카자흐스탄의 피겨 스케이팅 선수 데니스 텐. (~2018년)
  - 가나의 축구 선수 토머스 파티.
- 6월 14일 - 대한민국의 가수 남궁원.
- 6월 15일
  - 일본의 전 가수 아리하라 간나 (°C-ute).
  - 대한민국의 래퍼 비와이.
  - 독일의 체조 선수 루카스 다우저.
  - 스페인의 배드민턴 선수 카롤리나 마린.
- 6월 16일 - 대한민국의 배우 박보검.
- 6월 17일
  - 대한민국의 치어리더 출신 필라테스 강사 장세희.
  - 러시아의 아이스하키 선수 니키타 쿠체로프.
- 6월 18일 - 일본의 가수 나카쓰카 도모미. (AKB48)
- 6월 19일
  - 대한민국의 야구 선수 서예일.
  - 대한민국의 방송인 김유현.
- 6월 20일
  - 대한민국의 레이싱 모델 차정아.
  - 대한민국의 리그 오브 레전드 프로게이머 헬리오스.
  - 보스니아 헤르체고비나의 축구 선수 세아드 콜라시나츠.
  - 프랑스의 펜싱 선수 막심 포티.
- 6월 21일 - 대한민국의 가수 인호 (인투잇).
- 6월 22일
  - 독일의 축구 선수 로리스 카리우스.
  - 러시아의 전 리듬체조 선수 다리야 드미트리예바.
  - 대한민국의 전 축구 선수 김서준.
- 6월 23일
  - 대한민국의 배우 송지수.
  - 대한민국의 축구 선수 김종국.
  - 오스트레일리아의 허들 선수, 모델 미셸 제너커.
- 6월 24일
  - 대한민국의 래퍼 하랑 (오프로드).
  - 우즈베키스탄의 복싱 선수 하산보이 두스마토프.
  - 우즈베키스탄의 복싱 선수 아브두말리크 할로코프.
- 6월 25일
  - 대한민국의 야구 선수 한현희.
  - 대한민국의 아나운서 이승휘.
  - 대한민국의 전 축구 선수 김성현.
  - 대한민국의 가수 이온.
  - 일본의 축구 선수 와타리 다이키.
- 6월 26일
  - 미국의 가수 아리아나 그란데.
  - 스페인의 축구 선수 아만다 삼페드로.
  - 대한민국의 가수, 배우 박승연.
- 6월 27일 - 대한민국의 가수 러비.
- 6월 28일
  - 대한민국의 배우 이태리.
  - 대한민국의 가수 정대현 (B.A.P).
- 6월 29일 - 대한민국의 리그 오브 레전드 프로게이머 인섹.
- 6월 30일
  - 대한민국의 배우 정수한.
  - 일본의 가수 키쿠치 아야카. (AKB48)
  - 대한민국의 축구 선수 김성우.

### 7월
- 7월 1일 - 일본의 가수, 배우 카미야마 토모히로.
- 7월 2일
  - 대한민국의 배우 차지혁.
  - 대한민국의 뮤지컬배우 김정연.
- 7월 3일
  - 대한민국의 가수 로이 킴.
  - 대한민국의 전 육상 선수 조재원.
- 7월 4일
  - 크로아티아의 테니스 선수 마테 파비치.
  - 슬로베니아의 양궁 선수 토야 엘리슨.
  - 대한민국의 모델 임지수.
- 7월 5일
  - 대한민국의 배우 공다임.
  - 대한민국의 가수 화자.
  - 가봉의 축구 선수 요안 오비앙.
- 7월 6일
  - 대한민국의 가수 창규 (UNVS).
  - 일본의 성우 파이루즈 아이.
  - 일본의 성우 키타가와 리나.
  - 대한민국의 치어리더 도정은.
- 7월 7일 - 대한민국의 가수 빈센트 선라이즈.
- 7월 8일
  - 대한민국의 야구 선수 윤승열.
  - 대한민국의 배우 한소은.
- 7월 9일
  - 대한민국의 배우 강율.
  - 대한민국의 가수 단칸방로맨스.
  - 미국의 배우 브렛 로어.
- 7월 10일
  - 대한민국의 야구 선수 길나온.
  - 영국의 가수 페리 에드워즈.
- 7월 11일
  - 대한민국의 전직 스타크래프트, 프로게이머 이정훈.
  - 대한민국의 배우 은해성.
- 7월 12일
  - 대한민국의 가수 인성 (SF9).
  - 대한민국의 축구 선수 문창진.
  - 대한민국의 야구 선수 서덕원.
  - 대한민국의 전직 스타크래프트 프로게이머 원선재.
- 7월 13일
  - 대한민국의 가수 우유.
  - 일본의 배우, 패션 모델 논.
- 7월 14일
  - 대한민국의 배우 김승화.
  - 스페인의 축구 선수 루벤 가르시아 산토스.
  - 아르헨티나의 축구 선수 플로렌시아 본세군도.
  - 일본의 아이돌 야마모토 사야카. (NMB48)
- 7월 15일 - 대한민국의 가수 임수연.
- 7월 16일
  - 대한민국의 배우 이태선.
  - 아르헨티나의 축구 선수 렌소 사라비아.
  - 일본의 성우 마츠다 리사에.
  - 우크라이나의 전 리듬체조 선수 안나 리자트디노바.
  - 일본의 축구 선수 다카하시 료.
- 7월 17일
  - 대한민국의 가수 박다영.
  - 대한민국의 가수 임준혁.
  - 일본의 성우 마츠다 사츠미.
  - 일본의 가수 아비루 리호.
  - 태국의 역도 선수 시리풋 꾼노이.
- 7월 18일
  - 대한민국의 가수 태민 (샤이니).
  - 프랑스의 축구 선수 나빌 페키르.
- 7월 19일 - 미국의 전 리그 오브 레전드 프로게이머 피터 펭.
- 7월 20일
  - 대한민국의 골퍼 정혜윤.
  - 프랑스의 축구 선수 뤼카 디뉴.
  - 뉴질랜드의 농구 선수 스티븐 애덤스.
  - 대한민국의 미스코리아 최혜린.
- 7월 21일
  - 대한민국의 가수, 뮤지컬 배우, 방송인 진욱.
  - 대한민국의 성우 박준형.
  - 브라질의 배우 가브리에우 레오니.
  - 대한민국의 영화배우 박민지.
- 7월 22일
  - 이란의 레슬링 선수 나비드 아프카리. (~2020년)
  - 대한민국의 바둑 기사 정훈현.
  - 대한민국의 야구 선수 김재영.
- 7월 23일
  - 대한민국의 배우 김수연.
  - 스페인의 축구 선수 아요세 페레스.
- 7월 24일
  - 대한민국의 축구 선수 김경재.
  - 대한민국으 농구 선수 김소니아.
- 7월 25일 - 대한민국의 전스타크래프트 프로게이머 이신형.
- 7월 26일
  - 대한민국의 가수 안나.
  - 대한민국의 쇼트트랙 선수 박세영.
  - 미국의 가수 겸 배우 테일러 맘슨 (더 프리티 렉클리스).
- 7월 27일 - 대한민국의 배우 박규영.
- 7월 28일
  - 영국의 가수 셰어 로이드.
  - 잉글랜드의 축구 선수 해리 케인.
- 7월 29일 - 대한민국의 래퍼 김효은.
- 7월 30일
  - 일본의 배우 미야자키 미호. (AKB48)
  - 포르투갈의 축구 선수 안드레 고메스.
- 7월 31일 - 미국의 농구 선수 밥 웨그너.

### 8월
- 8월 1일
  - 대한민국의 바둑 기사 이유진.
  - 중화민국의 탁구 선수 천쓰위.
- 8월 2일
  - 대한민국의 미스코리아 신수민.
  - 잉글랜드의 싱어송라이터 레이 BLK.
  - 대한민국의 가수 이종민.
- 8월 3일
  - 대한민국의 야구 선수 이성규.
  - 일본의 가수 쿠마이 유리나.
  - 독일의 모델 니클라스 클라분데.
- 8월 4일 - 대한민국의 가수 조연진.
- 8월 5일
  - 대한민국의 농구 선수 허웅.
  - 일본의 배우 오고 스즈카.
  - 아이슬란드의 축구 선수 스베리르 잉기 잉가손.
- 8월 6일
  - 일본의 가수 이시하라 카오리.
  - 미국의 모델, 배우 샬럿 매키니.
  - 미국의 싱어송라이터 예지.
- 8월 7일
  - 대한민국의 가수 겸 뮤지컬 배우 수연.
  - 대한민국의 배우 한상조.
- 8월 8일 - 대한민국의 아나운서 김라희.
- 8월 9일
  - 대한민국의 가수 겸 배우 강준규.
  - 대한민국의 래퍼 준Q (마이네임).
  - 일본의 축구 선수 요코야마 쇼헤이.
- 8월 10일
  - 대한민국의 가수, 배우 신혜정.
  - 일본의 가수, 배우 나카지마 유토 (Hey! Say! JUMP).
- 8월 11일
  - 대한민국의 야구 선수 송우석.
  - 대한민국의 야구 선수 이민호.
  - 대한민국의 배우 하영.
  - 대한민국의 배우 박예니.
  - 일본의 야구 선수 야마사키 고타로.
- 8월 12일
  - 대한민국의 가수 루나 (f(x)).
  - 대한민국의 야구 선수 박세웅.
  - 쿠바의 태권도 선수 라파엘 알바.
  - 타이완의 배우, 모델 쿤링.
- 8월 13일
  - 대한민국의 가수 윤보미 (에이핑크).
  - 대한민국의 배우 정이서.
  - 대한민국의 야구 선수 임대한.
  - 일본의 축구 선수 요코야마 구미.
  - 미국의 아이스하키 선수 조니 고드로. (~2024년)
  - 일본의 아이돌 나루세 리사. (AKB48)
- 8월 14일
  - 대한민국의 가수 공찬 (B1A4).
  - 대한민국의 인터넷 방송인 강민석.
  - 대한민국의 배우 최연청.
  - 대한민국의 가수 이솔로몬.
  - 대한민국의 야구 선수 안주형.
  - 이탈리아의 축구 선수 루카 비탄테.
- 8월 15일
  - 대한민국의 아나운서 백율희.
  - 대한민국의 사격 선수 이은서.
  - 일본의 축구 선수 나카다 아유.
  - 잉글랜드의 축구 선수 앨릭스 옥슬레이드체임벌린.
- 8월 16일
  - 일본의 축구 선수 하시모토 겐토.
  - 미국의 배우 캐머런 모너핸.
  - 일본의 배우 미카미 유아.
- 8월 17일
  - 대한민국의 펜싱 선수 이광현.
  - 중화인민공화국의 육상 선수 왕자난.
  - 대한민국의 배우 유승호.
  - 대한민국의 축구 선수 채광훈.
  - 인도네시아의 배우, 가수, 모델 친타 라우라.
  - 스웨덴의 수영 선수 사라 셰스트룀.
- 8월 18일 - 대한민국의 가수 정은지 (에이핑크).
- 8월 19일
  - 대한민국의 역도 선수 유동주.
  - 대한민국의 레이싱 모델 연초아.
- 8월 20일
  - 대한민국의 치어리더 이주희.
  - 일본의 아이돌 아키모토 마나츠. (노기자카46)
- 8월 21일 - 대한민국의 아나운서 이승재.
- 8월 22일 - 세르비아의 축구 선수 알렉산다르 팔로체비치.
- 8월 23일 - 대한민국의 가수 혜린 (EXID).
- 8월 24일
  - 멕시코의 방송인 크리스티안 부르고스.
  - 독일의 바이애슬론 선수 라우라 달마이어.
- 8월 25일 - 대한민국의 레이싱 모델 연지은.
- 8월 26일 - 대한민국의 아프리카TV, 유튜버 박소은. (~2020년)
- 8월 27일 - 대한민국의 축구 선수 유지민.
- 8월 28일
  - 대한민국의 가수 강재수.
  - 대한민국의 가수 후이.
  - 일본의 성우, 가수 아마미야 소라.
  - 잉글랜드의 축구 선수 해리 케인.
- 8월 29일
  - 대한민국의 가수 비니.
  - 영국의 가수 리엄 페인.
  - 대한민국의 가수 유민.
  - 미국의 배우 루커스 크루이크섕크.
- 8월 30일
  - 대한민국의 가수 오리
  - 대한민국의 야구 선수 조수행.
  - 대한민국의 기상캐스터 안수진.
  - 스페인의 축구 선수 파코 알카세르.
- 8월 31일 - 대한민국의 연극배우 백시연.

### 9월
- 9월 1일
  - 대한민국의 성우 박시윤.
  - 미국의 싱어송라이터 메건 니콜.
  - 일본의 야구 선수 이마나가 쇼타.
- 9월 2일
  - 대한민국의 야구 선수 이민욱.
  - 대한민국의 육상 선수 김도연.
  - 잉글랜드의 싱어송라이터 레이 모리스.
- 9월 3일
  - 대한민국의 가수 이성종 (인피니트).
  - 대한민국의 가수 주니엘.
  - 대한민국의 가수 이소정 (레이디스 코드).
  - 일본의 배우 고이케 리나.
  - 일본의 아이돌 마츠모토 리나.
- 9월 4일
  - 대한민국의 축구 선수 이지민.
  - 미국의 래퍼 마크 투안 (GOT7).
  - 벨기에의 축구 선수 야니크 페레이라 카라스코.
- 9월 5일
  - 대한민국의 가수 정소안.
  - 미국의 배우 게이지 골라이틀리.
  - 대한민국의 전직 리그 오브 레전드 프로게이머 스페이스.
  - 대한민국의 가수 염유리.
  - 조선민주주의인민공화국의 탁구 선수 김혜성.
- 9월 6일
  - 이란의 축구 선수 사만 고도스.
  - 대한민국의 펜싱 선수 송세라.
- 9월 7일 - 대한민국의 연극배우 고형우.
- 9월 8일
  - 대한민국의 가수 신종국 (남녀공학).
  - 브라질의 축구 선수 다우베르트 엔히키.
  - 스웨덴의 축구 선수 마그달레나 에릭손.
- 9월 9일
  - 대한민국의 전 가수 소영.
  - 대한민국의 가수, 래퍼 최엘비.
- 9월 10일
  - 오스트레일리아의 축구 선수 샘 커.
  - 대한민국의 축구 선수 박용우.
- 9월 11일
  - 대한민국의 농구 선수 박다정.
  - 대한민국의 희극인 이승환.
- 9월 12일 - 미국의 싱어송라이터 켈시 발레리니.
- 9월 13일 - 아일랜드의 가수 나일 호런.
- 9월 14일
  - 대한민국계 미국의 모델 스테파니 리.
  - 미국의 프리스타일 스키 선수 애슐리 콜드웰.
  - 카자흐스탄의 권투 선수 나짐 키자이바이.
- 9월 15일
  - 대한민국의 가수 손승연.
  - 대한민국의 전 인터넷 방송인, 도박사범 신태일.
  - 대한민국의 가수 이로운.
- 9월 16일 - 대한민국의 배우 원태민.
- 9월 17일
  - 일본의 배우 히로세 사토코.
  - 대한민국의 바둑 기사 한태희.
- 9월 18일
  - 대한민국의 가수 Paiiek.
  - 대한민국의 배우 김의담.
- 9월 19일
  - 일본의 가수 와타나베 미유키. (NMB48)
  - 중화인민공화국의 쇼트트랙 선수 판커신.
  - 스페인의 축구 선수 안드레아 페레이라 세후도.
  - 코트디부아의 태권도 선수 셰이크 살라 시세.
- 9월 20일
  - 대한민국의 전 축구 선수 김창훈.
  - 미국 태생 중화인민공화국의 농구 선수 리카이얼.
  - 독일의 축구 선수 율리안 드락슬러.
- 9월 21일
  - 대한민국의 전 가수, 배우 권민아.(AOA)
  - 대한민국의 골프 선수 박성현.
  - 크로아티아의 축구 선수 안테 레비치.
  - 대한민국의 가수 정다경.
  - 대한민국의 가수 신세하.
- 9월 22일
  - 대한민국의 가수 탑현.
  - 대한민국의 야구 선수 황윤호.
  - 대한민국의 씨름 선수 박정우.
- 9월 23일
  - 미국의 레슬링 선수 세라 힐더브랜트.
  - 대한민국의 배우 김서하.
- 9월 24일 - 일본의 배우 스즈무라 아이리.
- 9월 25일
  - 스페인의 가수 로살리아.
  - 일본의 성우 타카츠키 카나코.
  - 일본의 배우 칸노 리오.
- 9월 26일
  - 대한민국의 희극인 박이안.
  - 대한민국의 배우 김도건.
- 9월 27일 - 푸에르토리코의 테니스 선수 모니카 푸이그.
- 9월 28일 - 대한민국의 배우 도은비.
- 9월 29일 - 대한민국의 가수 홍빈 (빅스).
- 9월 30일 - 미국의 프로레슬링 선수 트레버 리.

### 10월
- 10월 1일
  - 대한민국의 축구 선수 김종우.
  - 우루과이의 축구 선수 니콜라스 로페스.
- 10월 2일
  - 대한민국의 리그 오브 레전드 프로게이머 미스.
  - 벨기에의 축구 선수 미키 바추아이.
  - 조지아의 역도 선수 라샤 탈라하제.
- 10월 3일
  - 미국의 배우 타라 린 바.
  - 대한민국의 축구 선수 김종민.
- 10월 4일 - 대한민국의 인권운동가 박연미.
- 10월 5일
  - 대한민국의 가수 천지 (틴탑).
  - 대한민국의 가수 오혁 (혁오).
  - 대한민국의 가수 쏠.
  - 대한민국의 가수 오왠.
  - 대한민국의 아나운서 박소영.
- 10월 6일
  - 대한민국의 가수 이오늘.
  - 포르투갈의 축구 선수 히카르두 페레이라.
  - 일본의 배우 모토키 세이야.
- 10월 7일
  - 네덜란드의 스켈레톤 선수 킴벌리 보스.
  - 대한민국의 연극배우 이예원.
- 10월 8일
  - 네덜란드의 축구 선수 리자 판 데르 모스트.
  - 헝가리의 모델 펄빈 버르버러.
- 10월 9일
  - 대한민국의 배우, 모델 김지은.
  - 웨일스의 축구 선수 조니 윌리엄스.
- 10월 10일 - 대한민국의 드라마 작가 이나은.
- 10월 11일 - 대한민국의 아나운서 이유진.
- 10월 12일 - 대한민국의 배우 서강준 (서프라이즈).
- 10월 13일
  - 일본의 성우 이시카와 카이토.
  - 미국의 모델 티파니 트럼프.
  - 대한민국의 수학자 김대원.
  - 대한민국의 배우 노재원.
- 10월 14일
  - 대한민국 피트니스 모델 최설화.
  - 일본의 유도 선수 나가세 다카노리.
- 10월 15일
  - 대한민국의 가수 노태현 (JBJ, 핫샷).
  - 대한민국의 배우 백수민.
  - 대한민국의 배우 이소이.
- 10월 16일 - 대한민국의 전 리그 오브 레전드 프로게이머 김유진 (웅진 스타즈).
- 10월 17일
  - 프랑스의 농구 선수 후베르트 후르카치.
  - 대한민국의 가수 강지은.
- 10월 18일 - 대한민국의 축구 선수 김민규.
- 10월 19일 - 대한민국의 전 야구 선수 강진성.
- 10월 20일 - 일본의 배우 하마사키 마오.
- 10월 21일 - 대한민국의 전직 스타크래프트 프로게이머 임두성.
- 10월 22일
  - 대한민국의 방송인 머독.
  - 대한민국의 배우, 기업인 최선정.
  - 부룬디의 축구 선수 가엘 비지리마나.
- 10월 23일
  - 일본의 성우, 가수 우에무라 유토.
  - 일본의 성우, 가수 코바야시 아이카.
  - 브라질의 축구 선수 파비뉴.
- 10월 24일
  - 대한민국의 가수 진홍.
  - 대한민국의 배우 조이택.
- 10월 25일
  - 대한민국의 인터넷 방송인 오킹.
  - 대한민국의 배우 조지안.
  - 미국의 골프 선수 잰더 샤우플리.
- 10월 26일 - 대한민국의 래퍼 키드밀리.
- 10월 27일
  - 일본의 기상캐스터 히야마 사야.
  - 대한민국의 야구 선수 김성훈.
  - 대한민국의 가수 John OFA Rhee.
- 10월 28일
  - 대한민국의 전 가수, 배우 박서함.
  - 카자흐스탄의 역도 선수 데니스 울라노프.
- 10월 29일
  - 대한민국의 래퍼 옐로펌피.
  - 미국의 배우 인디아 아이슬리.
- 10월 30일 - 대한민국의 배구 선수 장영은.
- 10월 31일
  - 영국의 배우 러티샤 라이트.
  - 대한민국의 가수 이다능.

### 11월
- 11월 1일
  - 브라질의 싱어송라이터, 작곡가 파블루 비타르.
  - 대한민국의 가수 태호.
- 11월 2일
  - 일본의 성우 오노 유코.
  - 일본의 가수, 무용가 치카다 리키마루.
  - 대한민국의 배우 안동구.
- 11월 3일
  - 대한민국의 가수 민혁 (몬스타엑스).
  - 대한민국의 안무가 가비.
  - 대한민국의 미스코리아 김진솔.
- 11월 4일
  - 대한민국의 배우 서혜원.
  - 대한민국의 축구 선수 이명재.
- 11월 5일
  - 일본의 배우 타와다 히데야.
  - 대한민국의 모델 비비안.
  - 대한민국의 축구 선수 박선홍.
- 11월 6일 - 미국의 배우, 영화배우 야스민 알 부스타미.
- 11월 7일 - 중화민국의 양궁 선수 탄야팅.
- 11월 8일
  - 대한민국의 축구 선수 류재문.
  - 대한민국의 가수 지안.
- 11월 9일
  - 대한민국의 희극인 허미진.
  - 대한민국의 아나운서 유도희.
  - 대한민국의 시작장애인 유튜버 원샷한솔.
  - 일본의 가수 레오루.
- 11월 10일
  - 대한민국의 가수 정보인 (나린).
  - 일본의 성우, 가수 타도코로 아즈사.
  - 대한민국의 축구 선수 김기태.
- 11월 11일 - 대한민국의 배우, 모델 장희령.
- 11월 12일 - 미국의 야구 선수 잭 렉스.
- 11월 13일 - 미국의 싱어송라이터 줄리아 마이클스.
- 11월 14일
  - 일본의 배우 노무라 슈헤이.
  - 프랑스의 축구 선수 사뮈엘 움티티.
- 11월 15일
  - 일본의 모델 이리에 사아야.
  - 벨라루스의 전 리듬체조 선수 멜리치나 스타뉴타.
  - 아르헨티나의 축구 선수 파울로 디발라.
- 11월 16일
  - 대한민국의 아나운서 김민형.
  - 포르투갈의 축구 선수 넬송 세메두.
- 11월 17일
  - 대한민국의 래퍼 인크레더블.
  - 대한민국의 정치인 신예진.
  - 오스트레일리아의 축구 선수 라이언 에드워즈.
- 11월 18일
  - 대한민국의 배우 한소희.
  - 일본의 가수 오쿠나가 마코토.
- 11월 19일
  - 네덜란드의 축구 선수 켈리 제이만.
  - 스페인의 축구 선수 수소.
  - 대한민국의 가수 한윤성.
- 11월 20일 - 일본의 가수 사토 스미레 (AKB48).
- 11월 21일
  - 대한민국의 래퍼  마이크로닷.
  - 대한민국의 리그 오브 레전드 프로게이머 벵기.
  - 대한민국의 야구 선수 홍창기.
  - 일본의 배우 와타나베 다이스케.
- 11월 22일
  - 프랑스의 배우 아델 에그자르코풀로스.
  - 대한민국의 가수 기현 (몬스타엑스).
  - 일본의 배우, 패션 모델 나리타 료.
  - 일본의 성우 타자와 마스미.
- 11월 23일
  - 대한민국의 배우 병헌.
  - 대한민국의 배우 강윤제.
  - 대한민국의 래퍼 영빈 (SF9).
  - 대한민국의 배우 양병열.
  - 대한민국의 유튜버 테스터훈.
- 11월 24일
  - 일본의 축구 선수 와카스기 다쿠야.
  - 대한민국의 가수 김현진.
- 11월 25일
  - 대한민국의 배우 이지수.
  - 대한민국의 축구 선수 조우진.
- 11월 26일
  - 대한민국의 축구 선수 이광훈.
  - 일본의 가수 오노 에레나. (AKB48).
- 11월 27일 - 대한민국의 피아노 연주가 이미래.
- 11월 28일 - 도미니카 공화국의 야구 선수 예프리 라미레즈.
- 11월 29일
  - 일본의 배우 키타하라 사야카.
  - 대한민국의 야구 선수 김명신.
  - 대한민국의 가수 죠지.
- 11월 30일
  - 영국의 배우 미아 고스.
  - 일본의 가수, 배우 치넨 유리 (Hey! Say! JUMP).

### 12월
- 12월 1일
  - 대한민국의 배우 신주협.
  - 대한민국의 배우, 모델 이주명.
  - 대한민국의 배구 선수 김연견.
- 12월 2일
  - 대한민국의 야구 선수 류지혁.
  - 대한민국의 배구 선수 조예진.
  - 일본의 배우 이시다 하루카. (AKB48)
- 12월 3일
  - 대한민국의 가수 해수. (~2023년)
  - 대한민국의 가수 이현경.
- 12월 4일 - 대한민국의 필라테스 강사 겸 인플루언서 태필라.
- 12월 5일
  - 아르헨티나의 축구 선수 루시아노 비에토.
  - 잉글랜드의 축구 선수 로스 바클리.
- 12월 7일 - 대한민국의 격투기 선수 정다운.
- 12월 8일 - 미국의 배우 애나소피아 롭.
- 12월 9일 - 대한민국의 기타리스트 이령.
- 12월 10일
  - 대한민국의 배우 박서안.
  - 대한민국의 축구 선수 이준희.
  - 미국의 가수 케이티 김.
- 12월 11일
  - 일본의 야구 선수 아오야기 고요.
  - 대한민국의 축구 선수 김태환.
  - 대한민국의 연극배우 이수현.
- 12월 12일 - 대한민국의 가수 인도우.
- 12월 13일 - 대한민국의 가수 고닥.
- 12월 14일
  - 대한민국의 농구 선수 정효근.
  - 캐나다의 스타크래프트 프로게이머 사샤 호스틴.
- 12월 15일
  - 일본의 배우, 모델 아라키 유코.
  - 대한민국의 가수 겸 레이싱 모델 송단비.
- 12월 16일
  - 일본의 가수 나카무라 마리코. (AKB48)
  - 일본의 배우 코지마 후지코.
- 12월 17일
  - 대한민국의 아나운서 송지원.
  - 대한민국의 음악 프로듀서 슬롬.
  - 브라질의 축구 선수 베아트리스 자네라투 주앙.
- 12월 18일
  - 대한민국의 뮤지컬 배우 신은총.
  - 일본의 배우 리리아.
  - 네덜란드 출신 핀란드의 축구 선수 토마스 람.
- 12월 19일
  - 대한민국의 가수 Young K (DAY6).
  - 이라크의 축구 선수 알리 아드난 카딤.
  - 대한민국의 전 리그 오브 레전드 프로게이머 모멘트.
- 12월 20일
  - 대한민국의 가수 혁진 (백퍼센트).
  - 대한민국의 가수 전건호.
  - 일본의 가수 키노시타 유키코.
  - 이탈리아의 축구 선수 안드레아 벨로티.
- 12월 21일
  - 일본의 성우 루팅.
  - 대한민국의 야구 선수 김주현.
- 12월 22일 - 미국의 가수 메건 트레이너.
- 12월 23일 - 대한민국의 가수 상훈.
- 12월 24일
  - 일본의 축구 선수 구보 유야.
  - 일본의 배우, 가수 니시우치 마리야.
  - 대한민국의 배우, 모델 배다빈.
  - 대한민국의 배우 새봄.
  - 대한민국의 카누 선수 조광희.
- 12월 25일
  - 대한민국의 가수, 래퍼 키스 에이프.
  - 일본의 배우 타케이 에미.
  - 프랑스의 유도 선수 마들렌 말롱가.
- 12월 26일 - 중국의 배우 호일천.
- 12월 27일
  - 영국의 배우 올리비아 쿡.
  - 일본의 가수 우치다 마유미 (AKB48 팀 K).
- 12월 28일
  - 대한민국의 기상캐스터 문진희.
  - 일본의 배우, 모델, 가수 신카와 유아.
- 12월 29일 - 대한민국의 음악 프로듀서 Minit.
- 12월 30일 - 독일의 축구 선수 루카스 레더.
- 12월 31일
  - 대한민국의 배우 소주연.
  - 미국의 카레이서 선수 라이언 블레이니,

### 미상
- 대한민국의 가수 이형은.
- 대한민국의 가수 NYOU.
- 대한민국의 가수 멜로.
- 대한민국의 싱어송라이터 이설아.
- 대한민국의 가수 정나현.
- 대한민국의 배우 하다인.
- 대한민국의 뮤지컬 배우 김민진.
- 대한민국의 격투기 선수 김상욱.
- 대한민국의 가수 김수진.
- 대한민국의 아나운서 김우림.
- 대한민국의 가수 찰리빈웍스.
- 대한민국의 가수 갓튼.
- 대한민국의 배우 김원식.
- 스페인의 가수, 비디오 게임 마이크크랙.
- 캐나다의 스타크래프트 프로게이머 사샤 호스틴.
- 일본의 육상 선수 나가타 다쿠야.
- 일본의 전 AV 배우 오노 마치코.
- 홍콩의 배우 우자오쉬안.

## 사망

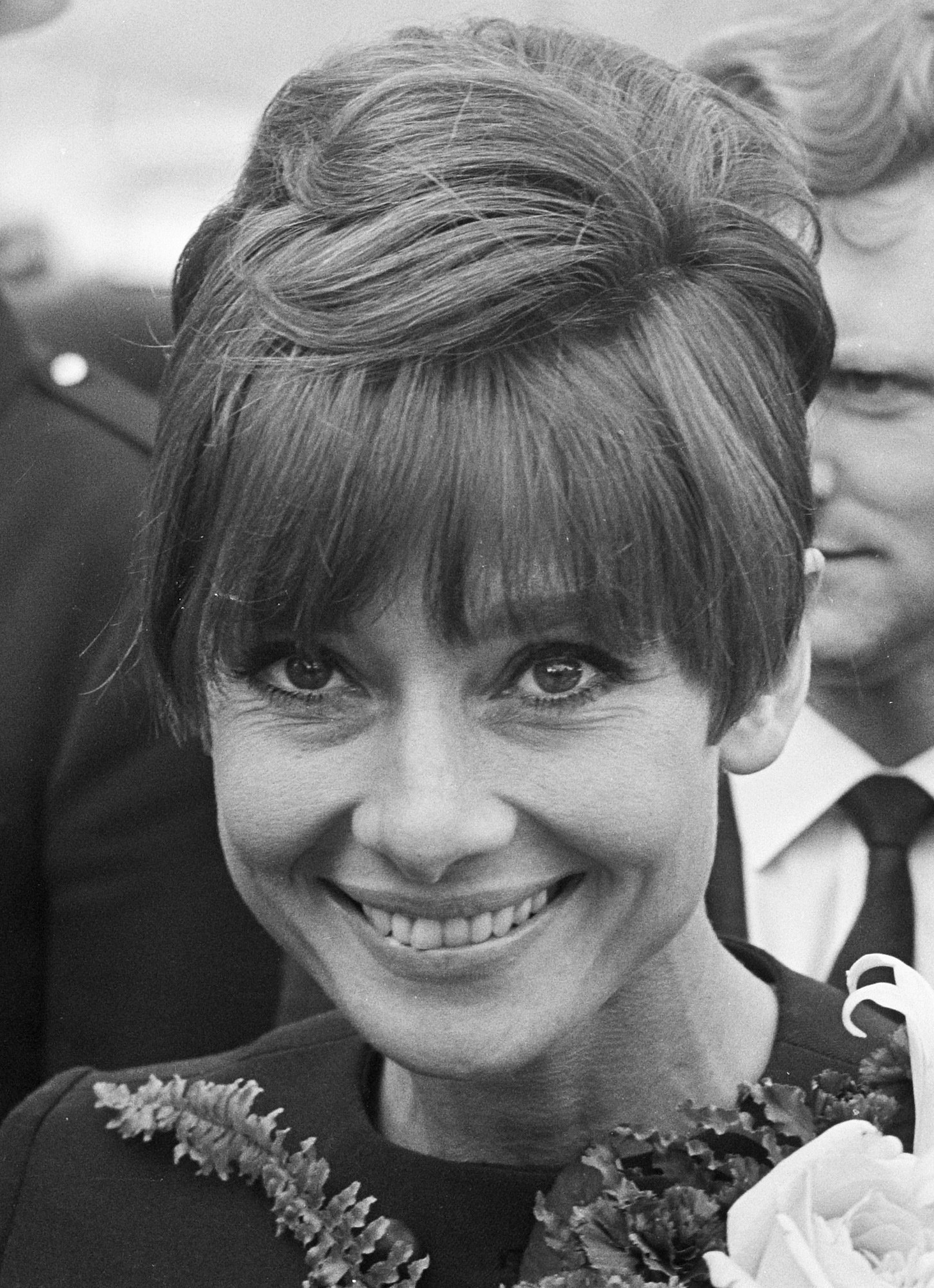
오드리 헵번

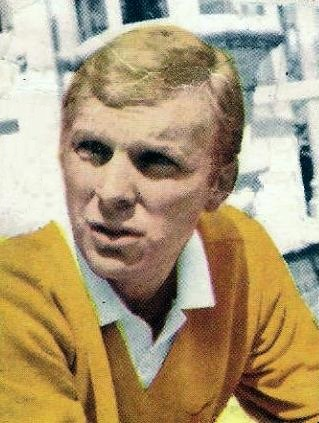
보비 무어

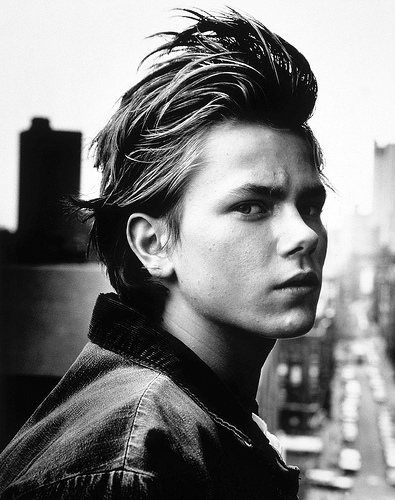
리버 피닉스

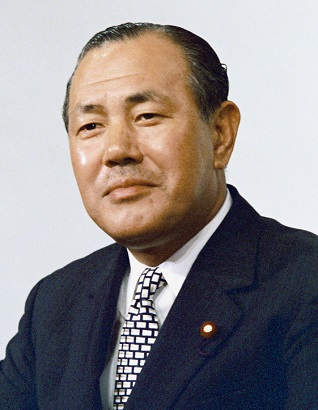
다나카 가쿠에이

- 1월 8일 - 잠비아의 권투 선수 키스 음윌라. (1966년~)
- 1월 20일 - 영국의 배우, 자선가 오드리 헵번. (1929년~)
- 1월 27일 - 미국의 프로레슬링 선수 앙드레 더 자이언트. (1946년~)
- 2월 5일 - 미국의 영화 감독, 각본가 조지프 L. 맹키위츠. (1909년~)
- 2월 24일 - 영국의 축구 선수, 축구 감독 보비 무어. (1941년~)
- 2월 27일 - 미국의 배우 릴리언 기시. (1893년~)
- 3월 17일 - 미국의 배우 헬렌 헤이스. (1900년~)
- 6월 23일 - 독일의 천문학자 빌헬름 글리제. (1915년~)
- 7월 31일 - 벨기에의 제5대 국왕 보두앵. (1930년~)
- 8월 11일 - 대한민국의 가수, 보컬리스트 김재기. (1968년~)
- 8월 28일 - 대한민국의 배우 변영훈. (1962년~)
- 10월 3일 - 미국의 군인 게리 고든. (1960년~)
- 10월 31일
  - 이탈리아의 영화 감독 페데리코 펠리니. (1920년~)
  - 미국의 배우 리버 피닉스. (1970년~)
- 11월 4일 - 대한민국의 승려, 조계종 종정 성철. (1912년~)
- 11월 8일 - 러시아의 수학자 안드레이 티호노프. (1906년~)
- 11월 14일 - 대한민국의 미술사학자 김원용. (1922년~)
- 11월 23일 - 대한민국의 시인 김광균. (1914년~)
- 12월 2일 - 콜롬비아의 범죄자 파블로 에스코바르. (1949년~)
- 12월 16일 - 일본의 정치인, 총리 다나카 가쿠에이. (1918년~)
- 12월 30일
  - 일제강점기 태생 대한민국의 정치인 권성기. (1908년~)
  - 키르기스스탕의 영화 배우 바켄 키디케예바. (1923년~)

## 노벨상
- 경제학상: 로버트 W. 포글, 더글러스 C. 노스
- 문학상: 토니 모리슨물리학상: 러셀 A. 헐스, 조지프 H. 테일러 주니어
- 생리학 및 의학상: 리처드 J. 로버트, 필립 A. 샤프
- 평화상: 넬슨 만델라, F.W. 데클레르크
- 화학상: 케리 B. 뮤리스, 마이클 스미스

## 달력
| 1월 |    |    |    |    |    |    |
| 일  | 월 | 화 | 수 | 목 | 금 | 토 |
|     |    |    |    |    | 1  | 2  |
| 3   | 4  | 5  | 6  | 7  | 8  | 9  |
| 10  | 11 | 12 | 13 | 14 | 15 | 16 |
| 17  | 18 | 19 | 20 | 21 | 22 | 23 |
| 24  | 25 | 26 | 27 | 28 | 29 | 30 |
| 31  |    |    |    |    |    |    |

| 2월 |    |    |    |    |    |    |
| 일  | 월 | 화 | 수 | 목 | 금 | 토 |
|     | 1  | 2  | 3  | 4  | 5  | 6  |
| 7   | 8  | 9  | 10 | 11 | 12 | 13 |
| 14  | 15 | 16 | 17 | 18 | 19 | 20 |
| 21  | 22 | 23 | 24 | 25 | 26 | 27 |
| 28  |    |    |    |    |    |    |

| 3월 |    |    |    |    |    |    |
| 일  | 월 | 화 | 수 | 목 | 금 | 토 |
|     | 1  | 2  | 3  | 4  | 5  | 6  |
| 7   | 8  | 9  | 10 | 11 | 12 | 13 |
| 14  | 15 | 16 | 17 | 18 | 19 | 20 |
| 21  | 22 | 23 | 24 | 25 | 26 | 27 |
| 28  | 29 | 30 | 31 |    |    |    |

| 4월 |    |    |    |    |    |    |
| 일  | 월 | 화 | 수 | 목 | 금 | 토 |
|     |    |    |    | 1  | 2  | 3  |
| 4   | 5  | 6  | 7  | 8  | 9  | 10 |
| 11  | 12 | 13 | 14 | 15 | 16 | 17 |
| 18  | 19 | 20 | 21 | 22 | 23 | 24 |
| 25  | 26 | 27 | 28 | 29 | 30 |    |

| 5월 |    |    |    |    |    |    |
| 일  | 월 | 화 | 수 | 목 | 금 | 토 |
|     |    |    |    |    |    | 1  |
| 2   | 3  | 4  | 5  | 6  | 7  | 8  |
| 9   | 10 | 11 | 12 | 13 | 14 | 15 |
| 16  | 17 | 18 | 19 | 20 | 21 | 22 |
| 23  | 24 | 25 | 26 | 27 | 28 | 29 |
| 30  | 31 |    |    |    |    |    |

| 6월 |    |    |    |    |    |    |
| 일  | 월 | 화 | 수 | 목 | 금 | 토 |
|     |    | 1  | 2  | 3  | 4  | 5  |
| 6   | 7  | 8  | 9  | 10 | 11 | 12 |
| 13  | 14 | 15 | 16 | 17 | 18 | 19 |
| 20  | 21 | 22 | 23 | 24 | 25 | 26 |
| 27  | 28 | 29 | 30 |    |    |    |

| 7월 |    |    |    |    |    |    |
| 일  | 월 | 화 | 수 | 목 | 금 | 토 |
|     |    |    |    | 1  | 2  | 3  |
| 4   | 5  | 6  | 7  | 8  | 9  | 10 |
| 11  | 12 | 13 | 14 | 15 | 16 | 17 |
| 18  | 19 | 20 | 21 | 22 | 23 | 24 |
| 25  | 26 | 27 | 28 | 29 | 30 | 31 |

| 8월 |    |    |    |    |    |    |
| 일  | 월 | 화 | 수 | 목 | 금 | 토 |
| 1   | 2  | 3  | 4  | 5  | 6  | 7  |
| 8   | 9  | 10 | 11 | 12 | 13 | 14 |
| 15  | 16 | 17 | 18 | 19 | 20 | 21 |
| 22  | 23 | 24 | 25 | 26 | 27 | 28 |
| 29  | 30 | 31 |    |    |    |    |

| 9월 |    |    |    |    |    |    |
| 일  | 월 | 화 | 수 | 목 | 금 | 토 |
|     |    |    | 1  | 2  | 3  | 4  |
| 5   | 6  | 7  | 8  | 9  | 10 | 11 |
| 12  | 13 | 14 | 15 | 16 | 17 | 18 |
| 19  | 20 | 21 | 22 | 23 | 24 | 25 |
| 26  | 27 | 28 | 29 | 30 |    |    |

| 10월 |    |    |    |    |    |    |
| 일   | 월 | 화 | 수 | 목 | 금 | 토 |
|      |    |    |    |    | 1  | 2  |
| 3    | 4  | 5  | 6  | 7  | 8  | 9  |
| 10   | 11 | 12 | 13 | 14 | 15 | 16 |
| 17   | 18 | 19 | 20 | 21 | 22 | 23 |
| 24   | 25 | 26 | 27 | 28 | 29 | 30 |
| 31   |    |    |    |    |    |    |

| 11월 |    |    |    |    |    |    |
| 일   | 월 | 화 | 수 | 목 | 금 | 토 |
|      | 1  | 2  | 3  | 4  | 5  | 6  |
| 7    | 8  | 9  | 10 | 11 | 12 | 13 |
| 14   | 15 | 16 | 17 | 18 | 19 | 20 |
| 21   | 22 | 23 | 24 | 25 | 26 | 27 |
| 28   | 29 | 30 |    |    |    |    |

| 12월 |    |    |    |    |    |    |
| 일   | 월 | 화 | 수 | 목 | 금 | 토 |
|      |    |    | 1  | 2  | 3  | 4  |
| 5    | 6  | 7  | 8  | 9  | 10 | 11 |
| 12   | 13 | 14 | 15 | 16 | 17 | 18 |
| 19   | 20 | 21 | 22 | 23 | 24 | 25 |
| 26   | 27 | 28 | 29 | 30 | 31 |    |

### 음양력 대조 일람
| 음력월 | 월건 | 대소 | 음력 1일의 양력 월일 | 음력 1일 간지 |
| ------ | ---- | ---- | -------------------- | ------------- |
| 1월    | 갑인 | 소   | 1월 23일             | 갑진          |
| 2월    | 을묘 | 대   | 2월 21일             | 계유          |
| 3월    | 병진 | 대   | 3월 23일             | 계묘          |
| 윤3월  |      | 소   | 4월 22일             | 계유          |
| 4월    | 정사 | 대   | 5월 21일             | 임인          |
| 5월    | 무오 | 소   | 6월 20일             | 임신          |
| 6월    | 기미 | 대   | 7월 19일             | 신축          |
| 7월    | 경신 | 소   | 8월 18일             | 신미          |
| 8월    | 신유 | 소   | 9월 16일             | 경자          |
| 9월    | 임술 | 대   | 10월 15일            | 기사          |
| 10월   | 계해 | 소   | 11월 14일            | 기해          |
| 11월   | 갑자 | 대   | 12월 13일            | 무진          |
| 12월   | 을축 | 소   | 1994년 1월 12일      | 무술          |